# Vestskotet
Das Vestskotet (norwegisch für Westschott) ist ein Kliff im ostantarktischen Königin-Maud-Land. Es ragt südlich des Årmålsryggen am westlichen Ende der Neumayersteilwand in der Kirwanveggen auf.
Erste Luftaufnahmen entstanden bei der Deutschen Antarktischen Expedition 1938/39 unter der Leitung des Polarforschers Alfred Ritscher. Norwegische Kartographen, die es auch benannten, kartierten das Kliff anhand von Vermessungen und Luftaufnahmen der Norwegisch-Britisch-Schwedischen Antarktisexpedition (1949–1952) sowie Luftaufnahmen der Dritten Norwegischen Antarktisexpedition (1956–1960) aus den Jahren von 1958 bis 1959.